# Fraccionamiento de isótopos

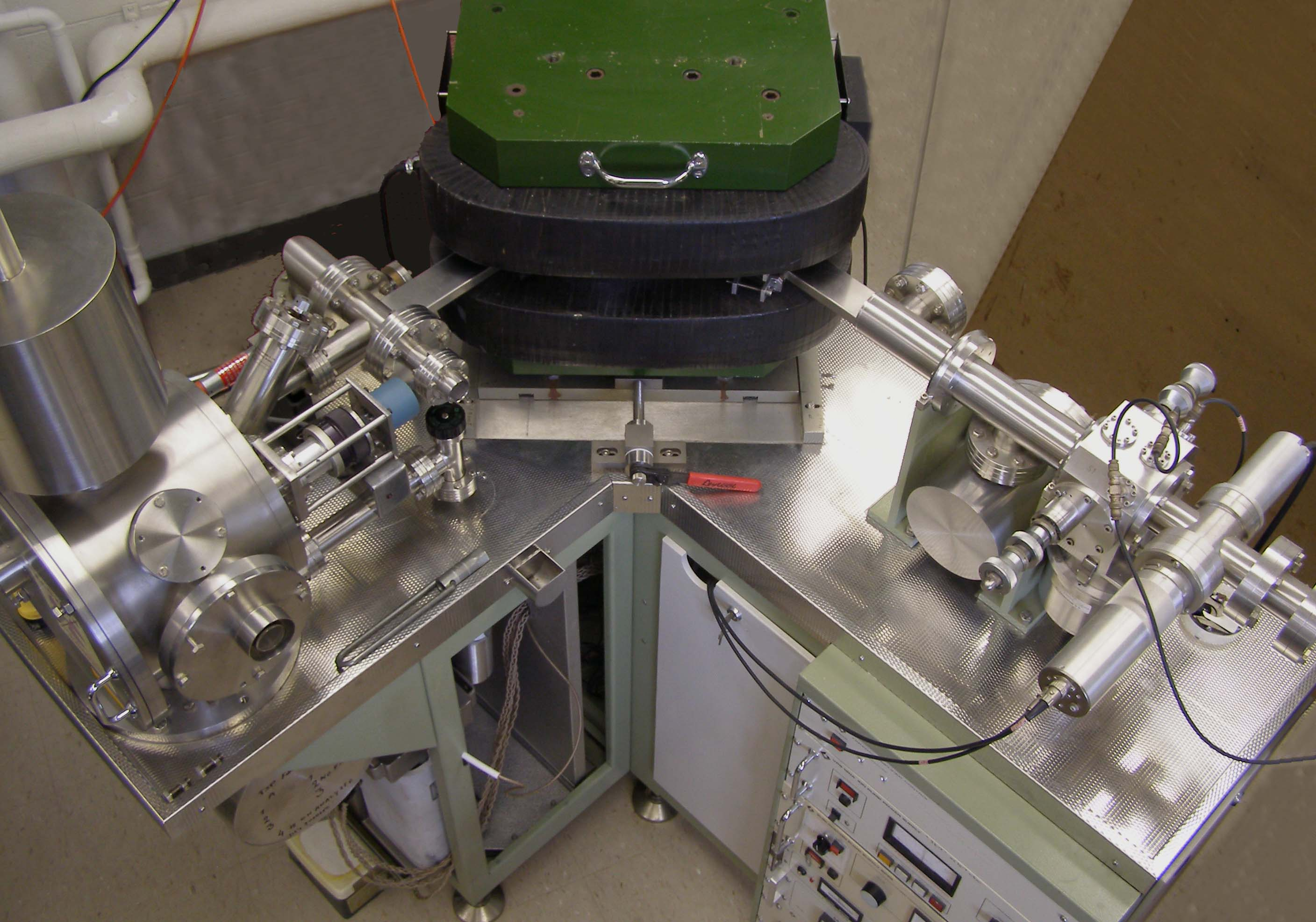
Espectrómetro de masas de sector magnético utilizado en el análisis de la relación de isótopos, mediante ionización térmica.

El fraccionamiento de isótopos describe los procesos de fraccionamiento que afectan la abundancia relativa de isótopos, fenómenos que se aprovechan en la geoquímica de isótopos y otros campos. Normalmente, la atención se centra en los isótopos estables del mismo elemento. El fraccionamiento isotópico se puede medir mediante análisis de isótopos, utilizando espectrometría de masas de relación de isótopos o espectroscopia de cavidad de anillo para medir las relaciones de isótopos, una herramienta importante para comprender los sistemas geoquímicos y biológicos. Por ejemplo, los procesos bioquímicos provocan cambios en las proporciones de isótopos de carbono estables incorporados a la biomasa.

## Definición
Los isótopos estables que se reparten entre dos sustancias A y B pueden expresarse mediante el uso del factor de fraccionamiento isotópico (alfa):
αA-B = RA/RB
donde R es la relación del isótopo pesado al ligero (por ejemplo, 2H/1H o 18O/16O). Los valores de alfa tienden a estar muy cerca de 1.

## Tipos
Hay cuatro tipos de fraccionamiento de isótopos, de los cuales los dos primeros son normalmente los más importantes:
- Fraccionamiento de equilibrio
- Fraccionamiento cinético
- Fraccionamiento independiente de la masa (o fraccionamiento no dependiente de la masa)
- Fraccionamiento de isótopos cinéticos transitorios

## Ejemplo
El fraccionamiento de isótopos se produce durante una transición de fase, cuando cambia la proporción de isótopos ligeros a pesados en las moléculas implicadas. Cuando el vapor de agua se condensa (un fraccionamiento de equilibrio), los isótopos de agua más pesados (18O y 2H) se enriquecen en la fase líquida mientras que los isótopos más ligeros (16O y 1H) tienden hacia la fase de vapor.

## Otras lecturas
- Faure G., Mensing TM (2004), Isótopos: principios y aplicaciones (John Wiley & Sons).
- Hoefs J., 2004. Geoquímica de isótopos estables (Springer Verlag).
- Sharp Z., 2006. Principios de la geoquímica de isótopos estables (Prentice Hall).

- Datos: Q3080293